# Episodi de I cattivi di Valley View (prima stagione)
La prima stagione della serie televisiva I cattivi di Valley View è stata trasmessa negli Stati Uniti d'America dal 3 giugno al 2 dicembre 2022 su Disney Channel.
In Italia la stagione, inizialmente prevista per il 12 aprile 2023, è stata interamente pubblicata il 16 giugno 2023 sulla piattaforma streaming Disney+.
| n° | Titolo originale                 | Titolo italiano                        | Prima TV USA     | Prima TV Italia |
| -- | -------------------------------- | -------------------------------------- | ---------------- | --------------- |
| 1  | Finding Another Dimension        | Trovare una nuova dimensione           | 3 giugno 2022    | 16 giugno 2023  |
| 2  | Trust No One                     | Fidarsi di nessuno                     | 3 giugno 2022    | 16 giugno 2023  |
| 3  | The Villain Experience           | L'esperienza da cattivo                | 10 giugno 2022   | 16 giugno 2023  |
| 4  | Belts, Bulls & Superfans         | Cinture, tori e superventilatori       | 17 giugno 2022   | 16 giugno 2023  |
| 5  | ColossaCon!                      | ColossaCon!                            | 24 giugno 2022   | 16 giugno 2023  |
| 6  | Super Secrets                    | Super segreti                          | 1 luglio 2022    | 16 giugno 2023  |
| 7  | A Little Havoc                   | Un po' di caos                         | 8 luglio 2022    | 16 giugno 2023  |
| 8  | The Two Jakes                    | I due Jake                             | 15 luglio 2022   | 16 giugno 2023  |
| 9  | Battle for My Brother            | Battaglia per mio fratello             | 22 luglio 2022   | 16 giugno 2023  |
| 10 | Unleash the Chaos                | Scatena il caos                        | 29 luglio 2022   | 16 giugno 2023  |
| 11 | Havoc-Ween                       | Coas-Ween                              | 2 ottobre 2022   | 16 giugno 2023  |
| 12 | Showdown at the Round Up         | Resa dei conti all'audizione           | 7 ottobre 2022   | 16 giugno 2023  |
| 13 | Friend or Foe                    | Amico o nemico                         | 14 ottobre 2022  | 16 giugno 2023  |
| 14 | Vials and Tribulations           | Provette e tribolazioni                | 21 ottobre 2022  | 16 giugno 2023  |
| 15 | A Superhero in Valley View       | Un supereroe a Valley View             | 28 ottobre 2022  | 16 giugno 2023  |
| 16 | We Don't Care                    | Non ci importa                         | 4 novembre 2022  | 16 giugno 2023  |
| 17 | Bad Energy                       | Energia negativa                       | 11 novembre 2022 | 16 giugno 2023  |
| 18 | No Escape                        | Senza via d'uscita - parte 1           | 18 novembre 2022 | 16 giugno 2023  |
| 19 | No Escape                        | Senza via d'uscita - parte 2           | 18 novembre 2022 | 16 giugno 2023  |
| 20 | How the Villains Stole Christmas | Come i supercattivi rubarono il Natale | 2 dicembre 2022  | 16 giugno 2023  |